# Pim Lammers
Pim Lammers est un écrivain néerlandais né le 2 octobre 1993.

## Carrière
Lammers a étudié les sciences politiques et la langue et la culture néerlandaises à l' Université d'Amsterdam. En 2017 est publié son premier album illustré, The Lamb That Is a Pig, avec des illustrations de Milja Praagman. C'est le tout premier album illustré transgenre néerlandais. En 2018, ce livre reçoit un Zilveren Griffel (nl). Il n'écrit pas exclusivement des livres pour enfants, mais également de la poésie.
Lammers a été sélectionné par le collectif de promotion pour le livre néerlandais (Stichting Collectieve Propaganda van het Nederlandse Boek) en 2023 pour écrire le poème de la semaine du livre jeunesse. Le site de droite radicale Reactionair exhume sa nouvelle Trainer, sortie sept ans plus tôt, qui traite des intimités entre un garçon et son entraîneur de football. Lorsque des extraits ont circulé sur les réseaux sociaux, il reçoit des menaces de mort et se retire. Le Premier ministre néerlandais Mark Rutte a condamné publiquement ces menaces sur Twitter.

## Publications
- (nl) Pim Lammers (ill. Milja Praagman), Het lammetje dat een varken is [« Le mouton qui était un petit cochon »], De Eenhoorn, 2017 (ISBN 9789462911994)
- (nl) Pim Lammers (ill. Esther Leeuwrik), een tent vol lol [« Une tente pleine d'amusement »], Zwijsen, 2018 (ISBN 9789048733927)
- (nl) Pim Lammers (ill. Joris Thys), Het grote kleine monster [« Le grand petit monstre »], De Eenhoorn, 2018 (ISBN 9789462913516)
- (nl) Pim Lammers (ill. Milja Praagman), De boer en de dierenarts [« Le fermier amoureux »], De Eenhoorn, 2018 (ISBN 9789462912885)
- (nl) Pim Lammers (ill. Jan van Lierde), ben ik een kip? [« Suis-je une poule mouillée ? »], Zwijsen, 2019 (ISBN 9789048736843)
- (nl) Pim Lammers (ill. Marije Tolman), Er was eens een koe [« Il était une fois une vache »], Querido, 2020 (ISBN 9789045122847)
- (nl) Pim Lammers (ill. Hugo van Look), Op zoek naar een sint [« À la recherche d'un saint »], Zwijsen, 2020 (ISBN 9789048738441)
- (nl) Pim Lammers (ill. Silvie Buenen), in vuur en vlam [« En feu »], Zwijsen, 2020 (ISBN 9789048738472)
- (nl) Pim Lammers (ill. Loes Riphagen), Hoe beroof je een bank? [« Comment braquer une banque ? »], Querido, 2020 (ISBN 9789045124544)
- (nl) Pim Lammers (ill. Natascha Stenvert), Ridder Roa en de boze tovenaar [« Le chevalier Roa et le sorcier maléfique »], Zwijsen, 2021 (ISBN 9789048741113)
- (nl) Pim Lammers (ill. Natascha Stenvert), Ridder Roa en de gevaarlijke draak [« Le chevalier Roa et le dangereux dragon »], Zwijsen, 2021 (ISBN 9789048739530)
- (nl) Pim Lammers (ill. Hélène Jorna), Ik ben niet lief [« Je ne suis pas gentille »], Zwijsen, 2021 (ISBN 9789048739516)
- (nl) Pim Lammers (ill. Suzan T'Hooft), Kamiel de kameel [« Kamiel le chameau »], De Eenhoorn, 2021 (ISBN 9789462915503)
- (nl) Pim Lammers (ill. Sarah van Dongen), Ik denk dat ik ontvoerd ben [« Je crois que j'ai été kidnappé »], Querido, 2022 (ISBN 9789045125879)
- (nl) Pim Lammers (ill. Sanne te Loo), Ik mis Milo [« Milo me manque »], Querido, 2022 (ISBN 9789045125879)
- (nl) Pim Lammers (ill. Natascha Stenvert), Ridder Roa en de verliefde trol [« Le chevalier Roa et le troll amoureux »], Zwijsen, 2022 (ISBN 9789048740819)
- (nl) Pim Lammers (ill. Natascha Stenvert), Wij gaan weg! [« Nous partons ! »], Zwijsen, 2023 (ISBN 9789048746958)

## Distinctions
- 2018 - Zilveren Griffel pour (nl) Het lammetje dat een varken is [« Le mouton qui était un petit cochon »]  (ill. Milja Praagman), De Eenhoorn, 2017 (ISBN 9789462911994).
- 2019 - White Ravens pour (nl) De boer en de dierenarts [« Le fermier amoureux »]  (ill. Milja Praagman), De Eenhoorn, 2018 (ISBN 9789462912885). The White Raven est une sélection de livres spéciaux pour enfants et adolescents du monde entier, réalisée par l'Internationale Jugendbibliothek de Munich[7].
- 2021 - Nomination de Boon for Children's and Youth Literature pour (nl) Er was eens een koe [« Il était une fois une vache »]  (ill. Marije Tolman), Querido, 2020 (ISBN 9789045122847).
- 2022 - Bronze Granger pour Tintelvlinders en pantoffelhelden, illustré par Sanne te Loo.
- 2022 - Farmer Boris Premium pour ses efforts visant à créer un paysage de livres pour enfants plus diversifié[8].
- 2022 - Nomination de Boon pour la littérature jeunesse pour (nl) Ik denk dat ik ontvoerd ben [« Je crois que j'ai été kidnappé »]  (ill. Sarah van Dongen), Querido, 2022 (ISBN 9789045125879).